# Saint-Germain-d’Elle
Saint-Germain-d’Elle település Franciaországban, Manche megyében. Lakosainak száma 209 fő (2022. január 1.). Saint-Germain-d’Elle La Bazoque, Cormolain, Bérigny, Montrabot és Saint-Jean-d'Elle községekkel határos.

## Népesség
A település népessége az elmúlt években az alábbi módon változott:
| Lakosok száma | 247  | 237  | 212  | 188  | 217  | 220  | 224  | 225  | 220  | 209  |
|               | 1968 | 1982 | 1990 | 2006 | 2013 | 2015 | 2017 | 2019 | 2020 | 2022 |